# Milena Rosner
Milena Maria Rosner (Słupsk, 4 gennaio 1980) è un'ex pallavolista polacca, di ruolo schiacciatrice.

## Palmarès

### Club
- Campionato polacco: 2

2005-06, 2008-09
- Coppa di Polonia: 1

2002-03
- Coppa Italia: 1

2007-08

### Premi individuali
- 2007 - Champions League: Miglior ricevitrice